# Live Report
Live Report initialement appelé Midnight Blue, composé de Ray Caruana (voix), John Beeby, Brian Hodgson, Maggie Jay, Mike Bell (claviers) et Peter May. Brian Hodgson était un musicien, producteur et compositeur et ancien membre du groupe pop britannique Matchbox, écrivant bon nombre de leurs 8 tubes au Royaume-Uni.
Ils ont été finalistes dans le concours de la BBC A Song for Europe avec la chanson Why Do I Always Get It Wrong'. Le titre original de la chanson était "No More Sad Songs". Ils ont obtenu 111 996 voix, contre 51 449 voix pour Julie C (alias Julie Coulson ). Live Report a ensuite représenté le Royaume-Uni au Concours Eurovision de la chanson 1989 à Lausanne, où ils ont terminé deuxième après, Rock Me " interprété par le groupe Riva.